# 24-Stunden-Rennen von Dubai

Streckenführung

Das 24-Stunden-Rennen von Dubai ist ein jährlich ausgetragenes 24-Stunden-Rennen für Sportwagen. Es findet seit 2006 auf dem Dubai Autodrome in Dubai statt. Die Länge einer Runde beträgt 5,390 km.

## Klasseneinteilung
Das Fahrzeugfeld wird in vier Klassen unterteilt, die wiederum nach Hubraum in Unterklassen unterteilt werden:

Benzinfahrzeuge:
- Klasse A1: bis 1,6 l Hubraum
- Klasse A2: von 1,6 bis 2,0 l Hubraum oder bis 1,6 l mit Turbo
- Klasse A3T: von 1,6 bis 2,0 l mit Turbo
- Klasse A4: von 2,0 bis 3,0 l Hubraum
- Klasse A5: von 3,0 bis 3,5 l Hubraum

Dieselfahrzeuge:
- Klasse D1: bis 2,0 l Hubraum
- Klasse D2: von 2,0 l bis 3,0 l Hubraum

GT-Fahrzeuge:
- Klasse 996: Porsche 996 Cup
- Klasse 997: Porsche 997 Cup (2007 bis 2013 & Cup S)
- Klasse A6-AM: GT3-Fahrzeuge
- Klasse A6-Pro: GT3-Fahrzeuge

Spezialfahrzeuge:
- Klasse SP2-GT3A: Autos die in keine andere Klasse passen.
- Klasse SP3-GT4A: GT4-Fahrzeuge
- Klasse SP4: Elektro- und Hybridfahrzeuge

Da in diesem Rennen die Balance of Performance gilt, gelten für jedes Fahrzeug ein anderes Minimalgewicht und maximale Tankmenge pro Boxenstopp.

## Live-Übertragung
Das Rennen wird vollständig in Englisch vom Internetradiosender radiolemans.com kommentiert.
Auf der offiziellen Webseite der Veranstaltung ist über die gesamte Renndistanz ein Video-Livestream verfügbar.
Der Motorsport Fernsehsender MotorsTV (nur über bestimmte Kabelanbieter verfügbar) überträgt in Deutsch 10 Stunden des Rennens.

## Bisherige Gesamtsieger
| Jahr | Team                       | Gesamtsieger                                                                                    | Fahrzeug                  | Runden | Distanz  |
| ---- | -------------------------- | ----------------------------------------------------------------------------------------------- | ------------------------- | ------ | -------- |
| 2006 | Duller Motorsport          | Dieter Quester Hans-Joachim Stuck Philipp Peter Toto Wolff                                      | BMW M3                    | 519    | 2797 km  |
| 2007 | Duller Motorsport          | Dieter Quester Philipp Peter Dirk Werner Jamie Campbell-Walter                                  | BMW Z4 M Coupé            | 567    | 3056 km  |
| 2008 | VIP Pet Foods              | Tony Quinn Klark Quinn Craig Baird Jonathan Webb                                                | Porsche 997 GT3           | 504    | 2717 km  |
| 2009 | Land Motorsport            | Carsten Tilke Gabriël Abergel Andrzej Dzikevic Niclas Kentenich                                 | Porsche 997 GT3           | 573    | 3088 km  |
| 2010 | IMSA Performance Matmut    | Patrick Pilet Raymond Narac Marco Holzer                                                        | Porsche 997 GT3           | 608    | 3277 km  |
| 2011 | Schubert Motorsport        | Augusto Farfus Edward Sandström Claudia Hürtgen Tommy Milner                                    | BMW Z4 GT3                | 594    | 3202 km  |
| 2012 | Black Falcon               | Khaled Al Qubaisi Sean Edwards Jeroen Bleekemolen Thomas Jäger                                  | Mercedes-Benz SLS AMG GT3 | 628    | 3385 km  |
| 2013 | Black Falcon               | Khaled Al Qubaisi Sean Edwards Jeroen Bleekemolen Bernd Schneider                               | Mercedes-Benz SLS AMG GT3 | 600    | 3234 km  |
| 2014 | Stadler Motorsport         | Adrian Amstutz Christian Engelhart Mark Ineichen Rolf Ineichen Marcel Matter                    | Porsche 997 GT3 R         | 603    | 3250 km  |
| 2015 | Black Falcon 2             | Abdulaziz Al Faisal Hubert Haupt Yelmer Buurman Oliver Webb                                     | Mercedes-Benz SLS AMG GT3 | 604    | 3255 km  |
| 2016 | Belgian Audi Club Team WRT | Alain Ferté Michael Meadows Stuart Leonard Laurens Vanthoor                                     | Audi R8 LMS               | 588    | 3169 km  |
| 2017 | Herberth Motorsport        | Brendon Hartley Robert Renauer Ralf Bohn Daniel Allemann Alfred Renauer                         | Porsche 991 GT3 R         | 578    | 3115 km  |
| 2018 | Black Falcon               | Abdulaziz Al Faisal Hubert Haupt Yelmer Buurman Gabriele Piana                                  | Mercedes-AMG GT3          | 606    | 3266 km  |
| 2019 | Car Collection Motorsport  | Rik Breukers Christopher Haase Dimitri Parhofer Frédéric Vervisch                               | Audi R8 LMS Evo           | 607    | 3272 km  |
| 2020 | Black Falcon               | Khaled Al Qubaisi Ben Barker Jeroen Bleekemolen Hubert Haupt Manuel Metzger                     | Mercedes-AMG GT3          | 168 1  | 906 km 1 |
| 2021 | GPX Racing                 | Julien Andlauer Frédéric Fatien Alain Ferté Mathieu Jaminet Axcil Jefferies                     | Porsche 911 GT3 R         | 600    | 3234 km  |
| 2022 | MS7 by WRT                 | Mohammed Bin Saud Al Saud Axcil Jefferies Christopher Mies Thomas Neubauer Dries Vanthoor       | Audi R8 LMS Evo           | 596    | 3213 km  |
| 2023 | MS7 by WRT                 | Mohammed Bin Saud Al Saud Jens Klingmann Diego Menchaca Jean-Baptiste Simmenauer Dries Vanthoor | BMW M4 GT3                | 621    | 3347 km  |
| 2024 | Eastalent Racing Team      | Christopher Haase Gilles Magnus Simon Reicher Markus Winkelhock Mike Zhou                       | Audi R8 LMS Evo II        | 603    | 3250 km  |
| 2025 | AlManar Racing by Team WRT | Al Faisal Al Zubair Dan Harper Max Hesse Darren Leung Ben Tuck                                  | BMW M4 GT3 Evo            | 589    | 3174 km  |

## Konstrukteur Meistertitel
| Siege | Konstrukteur | Jahr(e)                |
| ----- | ------------ | ---------------------- |
| 5     | Porsche      | 2008–2010, 2014, 2017  |
| 4     | Mercedes     | 2012, 2013, 2015, 2018 |
| 3     | BMW          | 2006, 2007, 2011       |
| 1     | Audi         | 2016                   |